# 上卡庙沟墓地
上卡庙沟墓地，位于中国青海省贵德县新街乡上卡力岗村，为第四批青海省文物保护单位，公布日期为1986年5月27日，类型为古墓葬。
上卡庙沟墓地的历史年代为唐。